# Bürgermeisterei Neuerburg (Kreis Neuwied)
Die Bürgermeisterei Neuerburg war eine von zunächst zehn preußischen Bürgermeistereien, in welche sich der 1816 gebildete Kreis Neuwied im Regierungsbezirk Koblenz verwaltungsmäßig gliederte. Im Jahr 1822 kam der Kreis Neuwied, damit auch die Bürgermeisterei Neuerburg zu der im selben Jahr neu gebildeten Rheinprovinz. Der Verwaltung der Bürgermeisterei unterstanden sechs Gemeinden. Das Bürgermeisteramt war in Waldbreitbach. Den Namen hatte die Bürgermeisterei von dem seit dem 13. Jahrhundert bestehenden kurkölnischen Amt Neuerburg, das seinen Sitz zuerst auf der Neuerburg nahe Niederbreitbach hatte. Bis 1848 gehörte die Bürgermeisterei zum Standesherrlichen Gebiet im Kreis Neuwied.
1927 wurde die Bürgermeisterei Neuerburg in Amt Neuerburg umbenannt. Das Amt Neuerburg bestand bis zum 1. Oktober 1968 und wurde in die Verbandsgemeinde Waldbreitbach überführt.

## Gemeinden und zugehörige Ortschaften
Zur Bürgermeisterei gehörten folgende Gemeinden und Ortschaften (Stand 1888):
- Gemeinde Breitscheid, bestehend aus dem Dorf Breitscheid und den Ortschaften Bleischeid, Dasbach, Elsbach, Fockenbachsmühle, Gersthahn, Gersthahnsmühle, Goldscheid, Hochscheid, Hollig, Nassen, Siebenmorgen und Verscheid
- Gemeinde Bremscheid, bestehend aus den Ortschaften Bitze, Bremscheid, Frorath, Hähnen, Hausen, Langscheid, Malberg, Marienhof, Muscheid, Reuschenbach, Seidenhahn, Sohl, Solscheid, Stopperich und Weißfeld; 1971 wurde der Name der Gemeinde geändert in Hausen (Wied)
- Gemeinde Kurtscheid mit dem Dorf Kurtscheid und dem Weiler Escherwiese
- Gemeinde Niederbreitbach, bestehend aus dem Dorf Niederbreitbach und den Ortschaften Ackerhof, Bürder, Clemenshütte, Hegerhof, Kelterhof, Kurtenacker, Nonnenbachsmühle und Wolfenacker
- Gemeinde Roßbach, bestehend aus den Dörfern Roßbach und Reifert sowie den Ortschaften Lache, Niederbuchenau, Oberbuchenau, Scheuerchen, Schimmelshahn und Spreitchen
- Gemeinde Waldbreitbach mit dem Dorf Waldbreitbach und den Ortschaften Gasbitze, Glockscheid, Kloster Marienhaus, Over und Wüscheid

## Geschichte
Das Verwaltungsgebiet der Bürgermeisterei Neuerburg war vom 13. Jahrhundert bis zum Beginn des 19. Jahrhunderts Teil des Amtes Neuerburg im Kurfürstentum Köln. Aufgrund des 1801 geschlossenen Friedensvertrages von Lunéville und dem Ergebnis des Reichsdeputationshauptschlusses erhielt Fürst zu Wied-Runkel 1803 unter anderem das Amt Neuerburg für seine territorialen Verluste im Gebiet des Linken Rheinufers. 1806 kam das Gebiet an das Herzogtum Nassau und nach den Verträgen auf dem Wiener Kongress 1815 zum Königreich Preußen. Unter der preußischen Verwaltung wurden 1816 Regierungsbezirke, Kreise und Bürgermeistereien sowie zugehörige Gemeinden gebildet. Die Bürgermeisterei Neuerburg gehörte zum Kreis Neuwied im Regierungsbezirk Koblenz. 1822 kam der Kreis Neuwied und damit die Bürgermeisterei Neuerburg zur damals neu gebildeten Rheinprovinz.
So wie alle Landbürgermeistereien in der Rheinprovinz wurde die Bürgermeisterei Neuerburg 1927 in „Amt Neuerburg“ umbenannt. Dieses „neue Amt Neuerburg“ hatte annähernd den gleichen Gebietsstand wie das gleichnamige vorherige kurkölnische Amt, hatte aber völlig andere Verwaltungsstrukturen.

## Statistiken
Nach der „Topographisch-Statistischen Beschreibung der Königlich Preußischen Rheinprovinz“ aus dem Jahr 1830 gehörten zur Bürgermeisterei Neuerburg 27 Dörfer, 21 einzeln stehende Höfe und 11 Mühlen. Im Jahr 1817 wurden insgesamt 2.548 Einwohner gezählt, 1828 waren es 2.842 Einwohner darunter 1.368 männliche und 1.474 weibliche; 2.762 Einwohner gehörten dem katholischen, 25 dem evangelischen Glauben an; weiterhin gab es 11 Herrnhuter und 44 Juden.
Weitere Details entstammen dem „Gemeindelexikon für das Königreich Preußen“ aus dem Jahr 1888, das auf den Ergebnissen der Volkszählung vom 1. Dezember 1885 basiert. Im Verwaltungsgebiet der Bürgermeisterei Neuerburg lebten insgesamt 3.831 Einwohner in 712 Häusern und 44 Ortschaften; 1.820 der Einwohner waren männlich und 2.011 weiblich. Bezüglich der Religionszugehörigkeit waren 3.732 katholisch und 44 evangelisch. Die 55 jüdischen Einwohnern bildeten eine eigene jüdische Gemeinde.
1885 betrug die Gesamtfläche der zur Bürgermeisterei gehörigen Gemeinden 4.618 Hektar, davon waren 1.890 Hektar Ackerland, 326 Hektar Wiesen und 2.092 Hektar Wald.